# Tuhobić
Tuhobić (1106 m) – góra w Chorwacji, w Gorskim kotarze.

## Opis
Rozciąga się na długości ok. 5 km. Jej najwyższy szczyt ma wysokość 1106 m n.p.m. Jest zbudowana z wapienia. Jej północno-wschodnie zbocza opadają stromo w kierunku doliny. U jej podnóża położone są wsie Hreljin, Meja, Plase i Zlobin.
Poprowadzono pod nią tunel drogowy o długości 2141 m w ciągu autostrady A6 z Zagrzebia do Rijeki.